# دنيس رود
دنيس رود هو سياسي ألماني، ولد في 24 يونيو 1986 في أولدنبورغ في ألمانيا. نشط حزبياً في الحزب الديمقراطي الاجتماعي الألماني. في الانتخابات الفيدرالية الألمانية 2017، انتخب عضو في البوندستاغ الألماني عن دائرة Oldenburg – Ammerland ‏ وقد انضم خلال البوندستاغ الألماني التاسع عشر (24 أكتوبر 2017 – ) للكتلة البرلمانية المجموعة البرلمانية للحزب الديمقراطي الاجتماعي ‏ وانتخب عضو في البوندستاغ الألماني خلال فترته النيابية ‏ (22 أكتوبر 2013 – 24 أكتوبر 2017).

## وصلات خارجية
- الموقع الرسمي